# Liste des planètes mineures non numérotées découvertes entre le 1er et le 15 avril 2015
Pour un article plus général, voir Liste des planètes mineures non numérotées découvertes en 2015.
Pour un article plus général, voir Liste des planètes mineures.
Cet article dresse la liste des planètes mineures (astéroïdes, centaures, objets transneptuniens et assimilés) non numérotées découvertes en avril 2015 dans l'ordre de leur découverte.
Au 15 janvier 2025, 661 077 des 1 434 993 planètes mineures répertoriées par le Centre des planètes mineures ne sont pas encore numérotées, soit 46,07 %.

## Rappel concernant la désignation provisoire
La désignation provisoire indique l'ordre de découverte de ces objets. En effet, cette désignation est composée de l'année de découverte (par exemple 2015) suivie de la quinzaine (demi-mois) de découverte (p.e. A = 1-15 janvier) puis de l'ordre de découverte dans cette quinzaine. Cet ordre est indiqué par une lettre et éventuellement un chiffre comme suit : A pour la première découverte, B pour la deuxième, ..., Z pour la 25e (le I n'est pas utilisé pour éviter la confusion avec 1), A1 pour la 26e, B1 pour la 27e, etc. , Z1 pour la 50e, A2 pour la 51e, B2 pour la 52e, etc. L'ordre de la numérotation ne suit donc pas l'ordre alphanumérique. 2015 AA1 suit ainsi 2015 AZ et précède 2015 AB1.

## Liste du1erau 15 avril 2015
- 2015 GA
- 2015 GB
- 2015 GD
- 2015 GF
- 2015 GG
- 2015 GH
- 2015 GJ
- 2015 GK
- 2015 GL
- 2015 GM
- 2015 GR
- 2015 GS
- 2015 GT
- 2015 GU
- 2015 GV
- 2015 GW
- 2015 GY
- 2015 GZ
- 2015 GA1
- 2015 GB1
- 2015 GE1
- 2015 GF1
- 2015 GG1
- 2015 GH1
- 2015 GK1
- 2015 GP1
- 2015 GR1
- 2015 GU1
- 2015 GA2
- 2015 GF2
- 2015 GQ2
- 2015 GZ2
- 2015 GD3
- 2015 GH3
- 2015 GS3
- 2015 GU3
- 2015 GY3
- 2015 GD4
- 2015 GE4
- 2015 GF4
- 2015 GG4
- 2015 GO4
- 2015 GU4
- 2015 GW4
- 2015 GA5
- 2015 GD5
- 2015 GF5
- 2015 GL5
- 2015 GQ5
- 2015 GT5
- 2015 GU5
- 2015 GV5
- 2015 GX5
- 2015 GY5
- 2015 GZ5
- 2015 GA6
- 2015 GB6
- 2015 GC6
- 2015 GF6
- 2015 GK6
- 2015 GL6
- 2015 GM6
- 2015 GV6
- 2015 GW6
- 2015 GP7
- 2015 GQ7
- 2015 GR7
- 2015 GZ7
- 2015 GA8
- 2015 GD8
- 2015 GG8
- 2015 GQ8
- 2015 GR8
- 2015 GZ8
- 2015 GC9
- 2015 GD9
- 2015 GE9
- 2015 GD10
- 2015 GP10
- 2015 GS10
- 2015 GW10
- 2015 GB11
- 2015 GD11
- 2015 GP11
- 2015 GQ11
- 2015 GD12
- 2015 GH12
- 2015 GL12
- 2015 GM12
- 2015 GQ12
- 2015 GT12
- 2015 GV12
- 2015 GW12
- 2015 GX12
- 2015 GY12
- 2015 GZ12
- 2015 GB13
- 2015 GC13
- 2015 GD13
- 2015 GE13
- 2015 GF13
- 2015 GH13
- 2015 GJ13
- 2015 GK13
- 2015 GL13
- 2015 GO13
- 2015 GP13
- 2015 GQ13
- 2015 GR13
- 2015 GS13
- 2015 GU13
- 2015 GY13
- 2015 GZ13
- 2015 GA14
- 2015 GB14
- 2015 GC14
- 2015 GH14
- 2015 GO14
- 2015 GP14
- 2015 GQ14
- 2015 GT14
- 2015 GX14
- 2015 GY14
- 2015 GC15
- 2015 GJ15
- 2015 GK15
- 2015 GM15
- 2015 GP15
- 2015 GQ15
- 2015 GA16
- 2015 GB16
- 2015 GF16
- 2015 GL16
- 2015 GB17
- 2015 GJ17
- 2015 GK17
- 2015 GS17
- 2015 GV17
- 2015 GW17
- 2015 GA18
- 2015 GB18
- 2015 GJ18
- 2015 GL18
- 2015 GN18
- 2015 GQ18
- 2015 GU18
- 2015 GV18
- 2015 GW18
- 2015 GY18
- 2015 GZ18
- 2015 GA19
- 2015 GB19
- 2015 GJ19
- 2015 GK19
- 2015 GA20
- 2015 GF20
- 2015 GG20
- 2015 GQ20
- 2015 GV20
- 2015 GF21
- 2015 GO21
- 2015 GU21
- 2015 GX21
- 2015 GZ21
- 2015 GJ22
- 2015 GL22
- 2015 GM22
- 2015 GO22
- 2015 GT22
- 2015 GA23
- 2015 GE23
- 2015 GJ23
- 2015 GJ24
- 2015 GK24
- 2015 GL24
- 2015 GM24
- 2015 GS24
- 2015 GT24
- 2015 GF25
- 2015 GO25
- 2015 GU25
- 2015 GW25
- 2015 GX25
- 2015 GO26
- 2015 GV26
- 2015 GA27
- 2015 GD27
- 2015 GE27
- 2015 GG27
- 2015 GP27
- 2015 GR27
- 2015 GT27
- 2015 GU27
- 2015 GW27
- 2015 GY27
- 2015 GZ27
- 2015 GF28
- 2015 GN28
- 2015 GE29
- 2015 GG29
- 2015 GH29
- 2015 GR29
- 2015 GX29
- 2015 GZ29
- 2015 GA30
- 2015 GC30
- 2015 GF30
- 2015 GG30
- 2015 GH30
- 2015 GK30
- 2015 GM30
- 2015 GQ30
- 2015 GR30
- 2015 GU30
- 2015 GA31
- 2015 GG31
- 2015 GJ31
- 2015 GU31
- 2015 GB32
- 2015 GJ32
- 2015 GK32
- 2015 GO32
- 2015 GS32
- 2015 GW32
- 2015 GC33
- 2015 GE33
- 2015 GG33
- 2015 GR33
- 2015 GG34
- 2015 GJ34
- 2015 GV34
- 2015 GZ34
- 2015 GE35
- 2015 GG35
- 2015 GJ35
- 2015 GK35
- 2015 GM35
- 2015 GN35
- 2015 GS35
- 2015 GW35
- 2015 GB36
- 2015 GD36
- 2015 GH36
- 2015 GL36
- 2015 GX36
- 2015 GB37
- 2015 GE37
- 2015 GH37
- 2015 GN37
- 2015 GU37
- 2015 GZ37
- 2015 GH38
- 2015 GN38
- 2015 GY38
- 2015 GD39
- 2015 GP39
- 2015 GS39
- 2015 GZ39
- 2015 GA40
- 2015 GC40
- 2015 GF40
- 2015 GG40
- 2015 GH40
- 2015 GK40
- 2015 GL40
- 2015 GN40
- 2015 GV40
- 2015 GB41
- 2015 GC41
- 2015 GD41
- 2015 GE41
- 2015 GF41
- 2015 GG41
- 2015 GL41
- 2015 GX41
- 2015 GA42
- 2015 GE42
- 2015 GM42
- 2015 GS42
- 2015 GY42
- 2015 GZ42
- 2015 GA43
- 2015 GB43
- 2015 GD43
- 2015 GE43
- 2015 GJ43
- 2015 GN43
- 2015 GU43
- 2015 GS44
- 2015 GV44
- 2015 GB45
- 2015 GC45
- 2015 GK45
- 2015 GN45
- 2015 GS45
- 2015 GY45
- 2015 GA46
- 2015 GB46
- 2015 GF46
- 2015 GP46
- 2015 GQ46
- 2015 GR46
- 2015 GY46
- 2015 GZ46
- 2015 GF47
- 2015 GH47
- 2015 GT47
- 2015 GH48
- 2015 GU48
- 2015 GV48
- 2015 GY48
- 2015 GB49
- 2015 GE49
- 2015 GG49
- 2015 GK49
- 2015 GN49
- 2015 GO49
- 2015 GR49
- 2015 GS49
- 2015 GV49
- 2015 GX49
- 2015 GY49
- 2015 GA50
- 2015 GF50
- 2015 GK50
- 2015 GM50
- 2015 GP50
- 2015 GQ50
- 2015 GR50
- 2015 GS50
- 2015 GT50
- 2015 GU50
- 2015 GV50
- 2015 GA51
- 2015 GB51
- 2015 GC51
- 2015 GD51
- 2015 GE51
- 2015 GF51
- 2015 GH51
- 2015 GY51
- 2015 GE52
- 2015 GK52
- 2015 GM52
- 2015 GD53
- 2015 GF53
- 2015 GM53
- 2015 GO53
- 2015 GP53
- 2015 GY53
- 2015 GA54
- 2015 GB54
- 2015 GF54
- 2015 GG54
- 2015 GH54
- 2015 GJ54
- 2015 GK54
- 2015 GL54
- 2015 GM54
- 2015 GN54
- 2015 GO54
- 2015 GP54
- 2015 GQ54
- 2015 GR54
- 2015 GS54
- 2015 GT54
- 2015 GU54
- 2015 GV54
- 2015 GW54
- 2015 GX54
- 2015 GY54
- 2015 GZ54
- 2015 GA55
- 2015 GB55
- 2015 GC55
- 2015 GD55
- 2015 GE55
- 2015 GF55
- 2015 GG55
- 2015 GH55
- 2015 GJ55
- 2015 GK55
- 2015 GL55
- 2015 GM55
- 2015 GN55
- 2015 GO55
- 2015 GP55
- 2015 GQ55
- 2015 GR55
- 2015 GS55
- 2015 GT55
- 2015 GU55
- 2015 GV55
- 2015 GW55
- 2015 GX55
- 2015 GY55
- 2015 GZ55
- 2015 GA56
- 2015 GB56
- 2015 GC56
- 2015 GD56
- 2015 GE56
- 2015 GF56
- 2015 GG56
- 2015 GH56
- 2015 GJ56
- 2015 GK56
- 2015 GL56
- 2015 GM56
- 2015 GN56
- 2015 GO56
- 2015 GP56
- 2015 GQ56
- 2015 GR56
- 2015 GS56
- 2015 GT56
- 2015 GU56
- 2015 GV56
- 2015 GW56
- 2015 GX56
- 2015 GY56
- 2015 GZ56
- 2015 GA57
- 2015 GB57
- 2015 GC57
- 2015 GD57
- 2015 GE57
- 2015 GF57
- 2015 GG57
- 2015 GH57
- 2015 GJ57
- 2015 GK57
- 2015 GL57
- 2015 GM57
- 2015 GN57
- 2015 GO57
- 2015 GP57
- 2015 GQ57
- 2015 GR57
- 2015 GS57
- 2015 GT57
- 2015 GU57
- 2015 GV57
- 2015 GW57
- 2015 GX57
- 2015 GY57
- 2015 GZ57
- 2015 GA58
- 2015 GB58
- 2015 GC58
- 2015 GD58
- 2015 GE58
- 2015 GF58
- 2015 GG58
- 2015 GH58
- 2015 GJ58
- 2015 GK58
- 2015 GL58
- 2015 GM58
- 2015 GN58
- 2015 GO58
- 2015 GP58
- 2015 GQ58
- 2015 GR58
- 2015 GS58
- 2015 GT58
- 2015 GU58
- 2015 GV58
- 2015 GW58
- 2015 GX58
- 2015 GY58
- 2015 GZ58
- 2015 GA59
- 2015 GB59
- 2015 GC59
- 2015 GD59
- 2015 GE59
- 2015 GF59
- 2015 GG59
- 2015 GH59
- 2015 GJ59
- 2015 GK59
- 2015 GL59
- 2015 GM59
- 2015 GN59
- 2015 GS59
- 2015 GU59
- 2015 GW59
- 2015 GX59
- 2015 GY59
- 2015 GA60
- 2015 GB60
- 2015 GC60
- 2015 GE60
- 2015 GF60
- 2015 GG60
- 2015 GJ60
- 2015 GK60
- 2015 GL60
- 2015 GM60
- 2015 GO60
- 2015 GP60
- 2015 GQ60
- 2015 GR60
- 2015 GU60
- 2015 GV60
- 2015 GW60
- 2015 GX60
- 2015 GY60
- 2015 GZ60
- 2015 GA61
- 2015 GB61
- 2015 GC61
- 2015 GF61
- 2015 GG61
- 2015 GL61
- 2015 GM61
- 2015 GN61
- 2015 GQ61
- 2015 GT61
- 2015 GU61
- 2015 GV61
- 2015 GW61
- 2015 GX61
- 2015 GY61
- 2015 GA62
- 2015 GC62
- 2015 GF62
- 2015 GJ62
- 2015 GQ62
- 2015 GT62
- 2015 GV62
- 2015 GX62
- 2015 GY62
- 2015 GZ62
- 2015 GB63
- 2015 GC63
- 2015 GD63
- 2015 GE63
- 2015 GH63
- 2015 GJ63
- 2015 GK63
- 2015 GL63
- 2015 GM63
- 2015 GN63
- 2015 GO63
- 2015 GP63
- 2015 GQ63
- 2015 GW63
- 2015 GZ63
- 2015 GA64
- 2015 GB64
- 2015 GC64
- 2015 GD64
- 2015 GE64
- 2015 GF64
- 2015 GG64
- 2015 GJ64
- 2015 GL64
- 2015 GM64
- 2015 GN64
- 2015 GO64
- 2015 GP64
- 2015 GQ64
- 2015 GR64
- 2015 GS64
- 2015 GT64
- 2015 GW64
- 2015 GY64
- 2015 GZ64
- 2015 GB65
- 2015 GC65
- 2015 GE65
- 2015 GG65
- 2015 GH65
- 2015 GL65
- 2015 GM65
- 2015 GO65
- 2015 GP65
- 2015 GQ65
- 2015 GR65
- 2015 GU65
- 2015 GV65
- 2015 GY65
- 2015 GZ65
- 2015 GA66
- 2015 GB66
- 2015 GD66
- 2015 GF66
- 2015 GG66
- 2015 GH66
- 2015 GK66
- 2015 GM66
- 2015 GN66
- 2015 GO66
- 2015 GQ66
- 2015 GR66
- 2015 GS66
- 2015 GU66
- 2015 GV66
- 2015 GW66
- 2015 GX66
- 2015 GY66
- 2015 GZ66
- 2015 GA67
- 2015 GB67
- 2015 GC67
- 2015 GD67
- 2015 GG67
- 2015 GJ67
- 2015 GK67
- 2015 GL67
- 2015 GO67
- 2015 GP67
- 2015 GQ67
- 2015 GR67
- 2015 GS67
- 2015 GT67
- 2015 GV67
- 2015 GW67
- 2015 GX67
- 2015 GE68
- 2015 GF68
- 2015 GL68
- 2015 GM68
- 2015 GN68
- 2015 GR68
- 2015 GT68
- 2015 GU68
- 2015 GV68
- 2015 GW68
- 2015 GX68
- 2015 GA69
- 2015 GB69
- 2015 GD69
- 2015 GE69
- 2015 GF69
- 2015 GG69
- 2015 GH69
- 2015 GK69
- 2015 GL69
- 2015 GM69
- 2015 GN69
- 2015 GP69
- 2015 GQ69
- 2015 GR69
- 2015 GS69
- 2015 GT69
- 2015 GU69
- 2015 GV69
- 2015 GX69
- 2015 GY69
- 2015 GZ69
- 2015 GA70
- 2015 GB70
- 2015 GC70
- 2015 GD70
- 2015 GE70
- 2015 GF70
- 2015 GG70
- 2015 GJ70
- 2015 GK70
- 2015 GL70
- 2015 GM70
- 2015 GN70
- 2015 GQ70
- 2015 GR70
- 2015 GS70
- 2015 GT70
- 2015 GU70
- 2015 GV70
- 2015 GW70
- 2015 GY70
- 2015 GZ70
- 2015 GA71
- 2015 GB71
- 2015 GC71
- 2015 GD71
- 2015 GE71
- 2015 GF71
- 2015 GG71
- 2015 GJ71
- 2015 GL71
- 2015 GM71
- 2015 GO71
- 2015 GP71
- 2015 GQ71
- 2015 GR71
- 2015 GS71
- 2015 GT71
- 2015 GU71
- 2015 GV71
- 2015 GW71
- 2015 GX71
- 2015 GY71
- 2015 GZ71
- 2015 GA72
- 2015 GB72
- 2015 GC72
- 2015 GD72
- 2015 GE72
- 2015 GF72
- 2015 GH72
- 2015 GJ72
- 2015 GK72
- 2015 GL72
- 2015 GM72
- 2015 GN72
- 2015 GO72
- 2015 GP72
- 2015 GQ72
- 2015 GR72
- 2015 GS72
- 2015 GT72
- 2015 GU72
- 2015 GV72
- 2015 GW72
- 2015 GX72
- 2015 GY72
- 2015 GA73
- 2015 GB73
- 2015 GC73
- 2015 GD73
- 2015 GE73
- 2015 GF73
- 2015 GG73
- 2015 GH73
- 2015 GJ73
- 2015 GK73
- 2015 GL73
- 2015 GM73
- 2015 GN73
- 2015 GO73
- 2015 GP73
- 2015 GQ73
- 2015 GR73
- 2015 GS73
- 2015 GT73
- 2015 GU73
- 2015 GV73
- 2015 GW73
- 2015 GX73
- 2015 GY73
- 2015 GZ73
- 2015 GA74
- 2015 GB74
- 2015 GD74
- 2015 GE74
- 2015 GF74
- 2015 GG74
- 2015 GJ74
- 2015 GK74
- 2015 GL74
- 2015 GM74
- 2015 GN74
- 2015 GO74
- 2015 GP74
- 2015 GQ74
- 2015 GR74
- 2015 GS74
- 2015 GT74
- 2015 GU74
- 2015 GW74
- 2015 GX74
- 2015 GY74
- 2015 GZ74
- 2015 GA75
- 2015 GB75
- 2015 GC75
- 2015 GD75
- 2015 GE75
- 2015 GF75
- 2015 GG75
- 2015 GH75
- 2015 GJ75
- 2015 GK75
- 2015 GL75
- 2015 GM75
- 2015 GN75
- 2015 GO75
- 2015 GP75
- 2015 GQ75
- 2015 GR75
- 2015 GS75
- 2015 GT75
- 2015 GV75
- 2015 GW75
- 2015 GX75
- 2015 GY75
- 2015 GZ75
- 2015 GA76
- 2015 GB76
- 2015 GC76
- 2015 GD76
- 2015 GE76
- 2015 GF76
- 2015 GG76
- 2015 GH76
- 2015 GJ76
- 2015 GK76
- 2015 GL76
- 2015 GM76
- 2015 GN76
- 2015 GO76
- 2015 GP76
- 2015 GQ76
- 2015 GR76
- 2015 GS76
- 2015 GT76
- 2015 GU76
- 2015 GV76
- 2015 GW76
- 2015 GX76
- 2015 GY76
- 2015 GZ76
- 2015 GA77
- 2015 GB77
- 2015 GC77
- 2015 GD77
- 2015 GE77
- 2015 GF77
- 2015 GG77
- 2015 GH77
- 2015 GK77
- 2015 GL77
- 2015 GM77
- 2015 GN77
- 2015 GO77
- 2015 GP77
- 2015 GQ77
- 2015 GR77
- 2015 GS77
- 2015 GT77
- 2015 GU77
- 2015 GV77
- 2015 GW77
- 2015 GX77
- 2015 GY77
- 2015 GZ77
- 2015 GA78
- 2015 GB78
- 2015 GC78
- 2015 GD78
- 2015 GE78
- 2015 GF78
- 2015 GG78
- 2015 GJ78
- 2015 GK78
- 2015 GL78
- 2015 GM78
- 2015 GN78
- 2015 GO78
- 2015 GQ78
- 2015 GR78
- 2015 GS78
- 2015 GT78
- 2015 GU78
- 2015 GV78
- 2015 GW78
- 2015 GX78
- 2015 GY78
- 2015 GZ78
- 2015 GA79
- 2015 GB79
- 2015 GC79
- 2015 GD79
- 2015 GE79
- 2015 GF79
- 2015 GG79
- 2015 GH79
- 2015 GJ79
- 2015 GK79
- 2015 GL79
- 2015 GM79
- 2015 GN79
- 2015 GO79
- 2015 GP79
- 2015 GQ79
- 2015 GS79
- 2015 GT79
- 2015 GU79
- 2015 GV79
- 2015 GW79
- 2015 GX79
- 2015 GY79
- 2015 GZ79
- 2015 GA80
- 2015 GB80
- 2015 GD80
- 2015 GE80
- 2015 GF80
- 2015 GG80
- 2015 GH80
- 2015 GJ80
- 2015 GK80
- 2015 GL80
- 2015 GM80
- 2015 GN80
- 2015 GO80
- 2015 GP80
- 2015 GQ80
- 2015 GR80
- 2015 GS80
- 2015 GU80
- 2015 GV80
- 2015 GW80
- 2015 GX80
- 2015 GY80
- 2015 GZ80
- 2015 GA81
- 2015 GB81
- 2015 GC81
- 2015 GF81
- 2015 GG81
- 2015 GJ81
- 2015 GL81
- 2015 GM81
- 2015 GN81
- 2015 GO81
- 2015 GP81
- 2015 GQ81
- 2015 GR81
- 2015 GS81
- 2015 GT81
- 2015 GU81
- 2015 GV81
- 2015 GW81
- 2015 GX81
- 2015 GY81
- 2015 GZ81
- 2015 GA82
- 2015 GB82
- 2015 GC82
- 2015 GD82
- 2015 GE82
- 2015 GF82
- 2015 GG82
- 2015 GH82
- 2015 GJ82
- 2015 GK82
- 2015 GL82
- 2015 GM82
- 2015 GN82
- 2015 GO82
- 2015 GP82
- 2015 GQ82
- 2015 GR82
- 2015 GS82
- 2015 GT82
- 2015 GU82
- 2015 GV82
- 2015 GW82
- 2015 GX82
- 2015 GY82
- 2015 GZ82
- 2015 GA83
- 2015 GB83
- 2015 GC83
- 2015 GD83
- 2015 GE83
- 2015 GF83
- 2015 GG83
- 2015 GH83
- 2015 GJ83
- 2015 GK83
- 2015 GL83
- 2015 GN83
- 2015 GP83
- 2015 GQ83
- 2015 GR83
- 2015 GS83
- 2015 GT83
- 2015 GU83
- 2015 GV83
- 2015 GW83
- 2015 GX83
- 2015 GY83
- 2015 GZ83
- 2015 GA84
- 2015 GB84
- 2015 GC84
- 2015 GD84
- 2015 GE84
- 2015 GF84
- 2015 GG84
- 2015 GH84
- 2015 GJ84
- 2015 GK84
- 2015 GL84
- 2015 GM84
- 2015 GN84
- 2015 GO84
- 2015 GP84
- 2015 GQ84
- 2015 GR84
- 2015 GS84
- 2015 GT84
- 2015 GU84
- 2015 GV84
- 2015 GW84
- 2015 GX84
- 2015 GY84
- 2015 GZ84
- 2015 GA85
- 2015 GB85
- 2015 GC85
- 2015 GD85
- 2015 GE85
- 2015 GF85
- 2015 GG85
- 2015 GH85
- 2015 GJ85
- 2015 GK85
- 2015 GL85
- 2015 GM85
- 2015 GN85
- 2015 GO85
- 2015 GQ85
- 2015 GR85
- 2015 GS85
- 2015 GT85
- 2015 GU85
- 2015 GV85
- 2015 GW85
- 2015 GY85
- 2015 GZ85
- 2015 GA86
- 2015 GB86
- 2015 GC86
- 2015 GD86
- 2015 GE86
- 2015 GF86
- 2015 GG86
- 2015 GH86
- 2015 GJ86
- 2015 GK86
- 2015 GL86
- 2015 GM86
- 2015 GN86
- 2015 GO86
- 2015 GP86
- 2015 GQ86
- 2015 GR86
- 2015 GS86
- 2015 GT86
- 2015 GU86
- 2015 GV86
- 2015 GW86
- 2015 GX86
- 2015 GY86
- 2015 GZ86
- 2015 GA87
- 2015 GB87
- 2015 GC87
- 2015 GD87
- 2015 GF87
- 2015 GG87
- 2015 GH87
- 2015 GJ87
- 2015 GK87
- 2015 GL87
- 2015 GM87
- 2015 GN87
- 2015 GO87
- 2015 GP87
- 2015 GQ87
- 2015 GR87
- 2015 GS87
- 2015 GT87
- 2015 GU87
- 2015 GV87
- 2015 GW87
- 2015 GX87
- 2015 GY87
- 2015 GZ87
- 2015 GA88
- 2015 GB88
- 2015 GC88
- 2015 GD88
- 2015 GE88
- 2015 GF88
- 2015 GG88
- 2015 GH88
- 2015 GJ88
- 2015 GK88
- 2015 GL88
- 2015 GN88
- 2015 GO88
- 2015 GP88
- 2015 GQ88
- 2015 GR88
- 2015 GS88
- 2015 GT88
- 2015 GU88
- 2015 GV88
- 2015 GW88